# آسوشیتد پرس
آسوشیِّتِد پِرِس (به انگلیسی: Associated Press) به معنی «انجمن مطبوعات شراکتی» (با سرواژه AP) یک آژانس خبرگزاری آمریکایی و بزرگ‌ترین از نوع خود در جهان است که در سال ۱۸۴۶ توسط ۶ روزنامه با هدفِ کاهش هزینه‌های فرستادن اخبار جنگ آمریکا و مکزیک پایه‌گذاری شد. این خبرگزاری پس از خبرگزاری فرانسه، قدیمی‌ترین خبرگزاری جهان است.
این آژانس یک مالکیت شراکتی برای روزنامه‌ها، رادیوها و ایستگاه‌های‌تلویزیونی شریک خود در ایالات متحده آمریکا است که در تولید گزارش و استفاده از مطالبی که توسط کارکنان نوشته شده، با یکدیگر همکاری دارند. بسیاری از روزنامه‌ها و ایستگاه‌های پخش‌سراسری در خارج آمریکا نیز از مشترکان آسوشیِتِدپِرِس هستند، به این معنی که هزینه‌ای برای استفاده از مطالب آژانس پرداخت می‌کنند، ولی عضو شرکت نیستند.

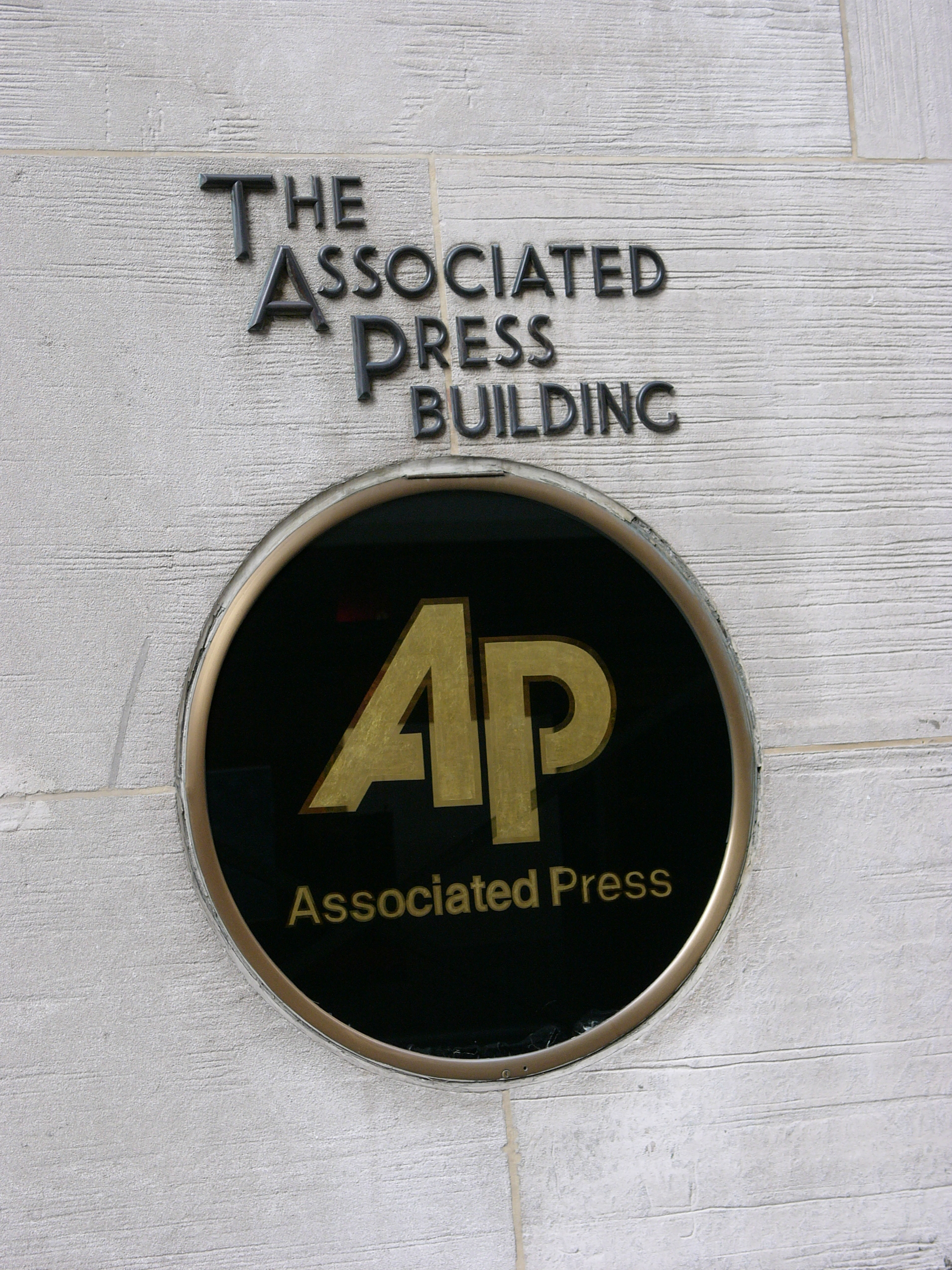
نشان‌واره ستاد آسوشیتد پرس در نیویورک

بر پایهٔ بررسی‌های سال ۲۰۱۶، اخبار آسوشیِتدپِرِس در بیش از ۱۳۰۰ روزنامه و رسانه و همچنین این اخبار در ۵۰۰۰ تلویزیون و رادیو استفاده شده است. آسوشیتد پرس در ۹۹ کشور جهان فعالیت می‌کند و بیش از ۲۴۸ دفتر در سراسر جهان با بیش از ۳۳۰۰ کارمند دارد که دوسومِ کارمندان آن، جمع‌آوری‌کننده‌ی‌خبر و خبرنگار هستند.  آسوشیتدپرس دارای بایگانی بزرگی با بیش از ۱۰میلیون عکس است! این خبرگزاری تاکنون ۵۴ بار برندهٔ جایزه پولیتزر شده است که ۳۰ بار آن، در حوزه‌ی عکس بوده است.
امروزه، ستاد مرکزی این خبرگزاری در شهر نیویورک است و در پنجاه ایالت آمریکا شعبه دارد. این خبرگزاری مهمترین ارزش های خود را گزارشگری دقیق، مبتنی بر حقایق و بی‌طرفی عنوان کرده است.
درآمد آسوشیتدپرس در سال ۲۰۱۰ بیش از ۶۳۱ میلیون دلار بوده است. روش تنظیم اخبار در این خبرگزاری، به نام هرم وارونه به عنوان الگویی در همهٔ جهان شناخته می‌شود.
با از هم پاشیدن اصلی‌ترین خبرگزاری‌رقیبِ آسوشیتدپرس، یعنی یونایتدپرس اینترنشنال در سال ۱۹۹۳، این‌خبرگزاری به عنوان تنها خبرگزاری رسمی مردمی (ملی‌گرا) در آمریکا شناخته شد. رقیبان دیگر این خبرگزاری در جهان، خبرگزاری انگلیسی رویترز و خبرگزاری فرانسه است.
آسوشیتد پرس، همچنین به دلیل نظرسنجی‌های‌ورزشی (که در بسیاری از کالج‌های‌ورزشی‌آمریکا انجام‌می‌دهد) متمایز است. کتاب شیوه‌ی‌نگارش‌خبر آسوشیتدپِرِس همه‌ساله منتشر شده و از مراجع‌معتبر حرفه‌ی خبرنگاری به‌شمار می‌آید.

## تاریخچه
- در سال ۱۸۶۱، این خبرگزاری در هنگام پوشش خبری جنگ داخلی آمریکا، برای نخستین‌بار با سانسور شدید روبرو شد.
- در سال ۱۸۷۶، مارک کیلوگ که در خط مقدم جبهه در نبرد لیتل بیگ‌هورن کشته شد به عنوان نخستین خبرنگار این خبرگزاری، نام گرفت.
- در سال ۱۸۹۳، این خبرگزاری با مدیریت مِلویل ای. اِستون دوران طلایی کار خود را آغاز کرد و جهانی شد.
- در سال ۱۹۳۵، این خبرگزاری شروع به استفاده از سیستم ارسال تصاویر از طریق سیم، برای نخستین‌بار در آمریکا کرد که نخستین عکس فرستاده شده این خبرگزاری از این راه، عکس از هواپیمای سقوط کرده در روستای مورهوس در ایالت نیویورک آمریکا، در ۱ ژانویه ۱۹۳۸ بود.
- در سال ۱۹۴۱، آسوشیتد پرس، کار خبررسانی خود را به غیر از روزنامه و خبررسانی از طریق تلگراف، به رادیو نیز گسترش داد.
- در سال ۱۹۹۴، این خبرگزاری، با راه‌اندازی تلویزیون آسوشیتد پرس در انگلستان، رقابت تصویری خود را با خبرگزاری رویترز آغاز کرد.
- در سال ۲۰۰۴، ستاد این خبرگزاری پس از ۶۸ سال، از طبقهٔ ۵۰ راکفلر سنتر به خیابان سی و سومِ ۴۵۰ غربی، تغییر مکان داد.

## مالکیت
- یک شرکت تعاونی غیرانتفاعی متعلق به اعضای روزنامه‌ای و شبکه‌های رادیو تلویزیونی آمریکا است. این اعضا یک هیئت مدیره ۱۷ نفره را انتخاب می‌کنند.